# Tadeusz Rabek
Tadeusz Ignacy Rabek (ur. 24 czerwca 1904 w Warszawie, zm. 12 lipca 1965 we Wrocławiu) – polski inżynier chemik, profesor technologii tworzyw sztucznych. 
Absolwent Politechniki Warszawskiej. Od 1962 profesor na Wydziale Chemicznym Politechniki Wrocławskiej.
Syn Feliksa i Zofii Tekli z Przyborowskich, córki pisarza i historyka Walerego Przyborowskiego związanego z Kielcami.